# 蕭確
蕭 確（しょう かく、生没年不詳）は、南朝梁の皇族。永安侯。字は仲正。

## 経歴
邵陵携王蕭綸の子として生まれた。若くして驍勇の持ち主であり、文才があった。いつも邸の中で騎射を練習し、兵法を学んでいたため、奇妙な人物であると当時の人々にみなされていた。大同2年（536年）、正階侯に封じられた。後に永安侯に徙封された。秘書丞や太子中舎人に任じられた。
太清2年（548年）、侯景の乱が起こると、11月に蕭確は父の蕭綸の下で京口を出立して鍾山に布陣した。蕭確は奮戦して、侯景をひとたび撤退させた。侯景が軍を返して再び決戦を挑んできたが、このとき趙伯超が怠戦したため、鍾山の戦いは蕭綸の敗北に終わり、蕭確は蕭綸とともに京口に撤退した。12月、蕭確は鄱陽世子蕭嗣（鄱陽王蕭範の子）や羊鴉仁・李遷仕らとともに秦淮河を渡り、侯景側の東府城の前柵を攻撃して、陥落させた。建康を包囲していた侯景が梁の諸侯たちにさらに大きく包囲されて危地に陥ると、侯景は時間稼ぎのために講和を申し出た。武帝は侯景との和解を決めたものの、後難を憂慮して、蕭確を南中郎将・広州刺史に任じ、建康に入城させようとした。蕭確は侯景との和約が偽りのものと見抜き、建康の陥落は間違いないと考え、南方へ逃れようとしていた。蕭綸がこれを聞いて蕭確に入城を迫ったが、蕭確が聞き入れないので、趙伯超を派遣して刃を突きつけて蕭確を脅した。蕭確はやむなく建康に入城した。侯景はやはり和約を守らず、建康の包囲を続け、太清3年（549年）3月に建康を陥落させた。蕭確が武帝に城の陥落を報告すると、武帝に「なお一戦できるか」と訊ねられたので、蕭確は不可能であると答えた。
蕭確は侯景にその膂力を愛されて、側近に置かれるようになった。あるとき侯景に随行して、空に鳶が飛んでいたことがあったが、侯景の部下たちが争って射たものの当たらず、蕭確が射ると弦に応じて鳶を落としてみせた。蕭確は侯景の暗殺を計画したものの、未遂に終わり、侯景に処刑された。

## 伝記資料
- 『梁書』巻29 列伝第23
- 『南史』巻53 列伝第43